# Porzehütte
Die Porzehütte ist eine Schutzhütte der Kategorie I der Sektion Austria des ÖAV im Tiroler Teil der Karnischen Alpen. Sie bildet einen wichtigen Etappenstützpunkt auf dem Südalpenweg sowie dem Karnischen Höhenweg.

## Lage
Die auf 1942 m ü. A. Höhe gelegene Porzehütte liegt mitten im Karnischen Hauptkamm in den Südlichen Kalkalpen. Sie befindet sich nur wenig unterhalb des Tilliacher Jochs, über das die Grenze zur italienischen Provinz Belluno verläuft.

## Geschichte
Eine erste Unterkunft am Ort der heutigen Porzehütte hatte bereits vor dem Zweiten Weltkrieg existiert. Infolge der Kriegs- und Nachkriegswirren wurde dieses Bauwerk jedoch zerstört und in den Folgejahren auch nicht mehr wiederhergestellt. Bis zum 1976 erfolgten Bau der neuen Porzehütte existierte daher an diesem Platz lediglich ein Notbiwak. Wegen des großen Besucherandrangs wurde diese neu entstandene Hütte dann bereits sieben Jahre nach ihrer Errichtung vergrößert.

## Zustiege
- Von Norden her aus Obertilliach (1450 m)
  - auf der durch das Dorfertal führenden Schotterstraße in drei Stunden oder
  - vom Talschluss des Dorfertals (Ende der Fahrstraße) am Klapfsee (1680 m) in einer Stunde.
- Von Südwesten her aus dem italienischen Visdende-Tal vom Weiler Malga Pra Marino (1290 m) aus in vier Stunden.

## Touren
Die nächstgelegenen Hütten auf dem Karnischen Höhenweg sind
- die Obstansersee-Hütte (2304 m) in sechs Stunden,
- die Filmoor-Standschützenhütte (2350 m) in drei Stunden,
- das Hochweißsteinhaus (1868 m) in acht Stunden,
- das Mitterkar-Biwak (1973 m) in vier Stunden (Notunterkunft).

## Gipfelbesteigungen
- Porze, Höhe (2589 m), auf einem leichten Klettersteig in drei Stunden.
- Porzescharte, Höhe (2363 m) in einer Stunde.
- Bärenbadeck, Höhe (2430 m) in eineinhalb Stunden.

## Bilder

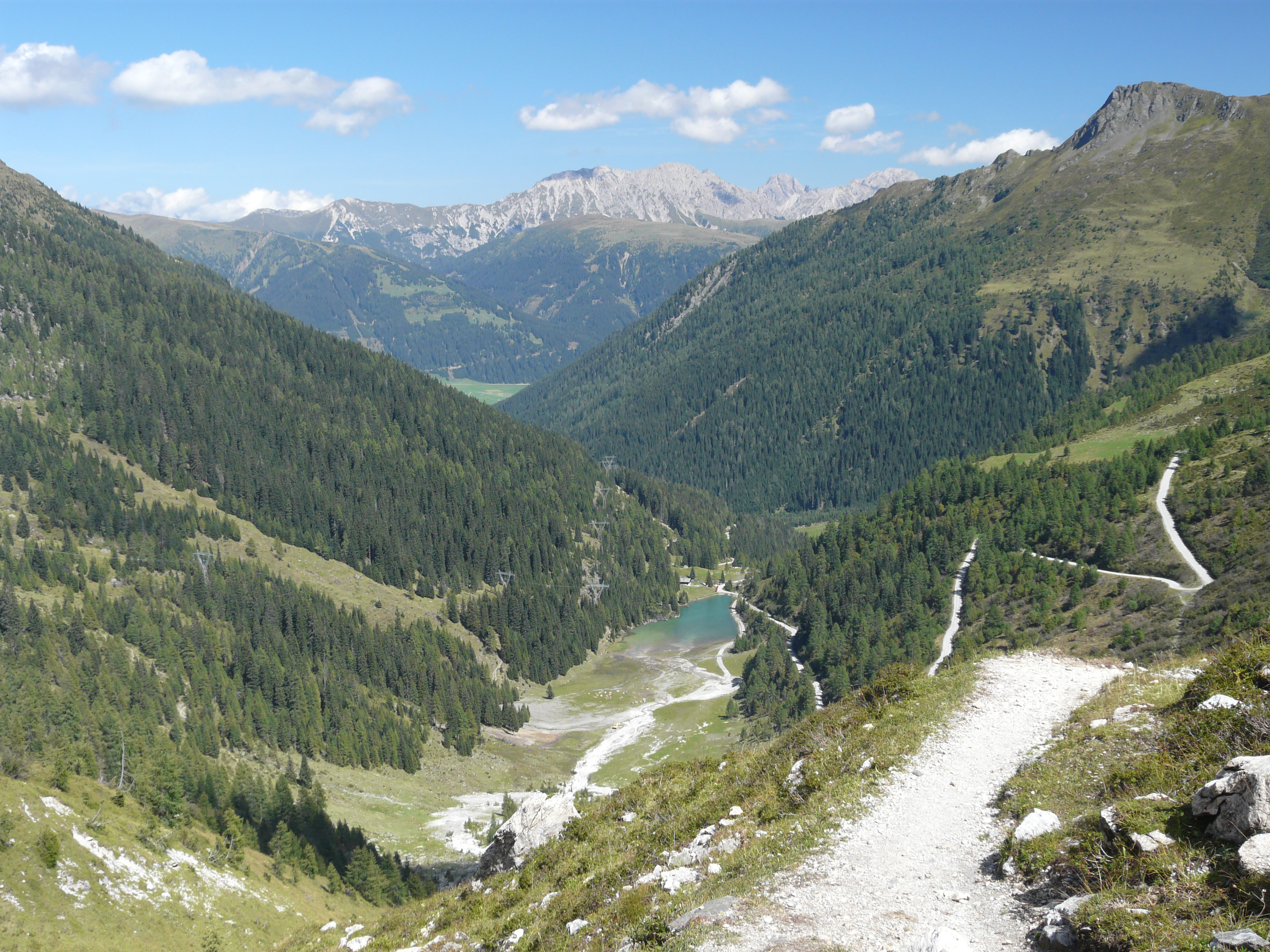
Der Talschluss des Dorfertals; am Horizont die Lienzer Dolomiten
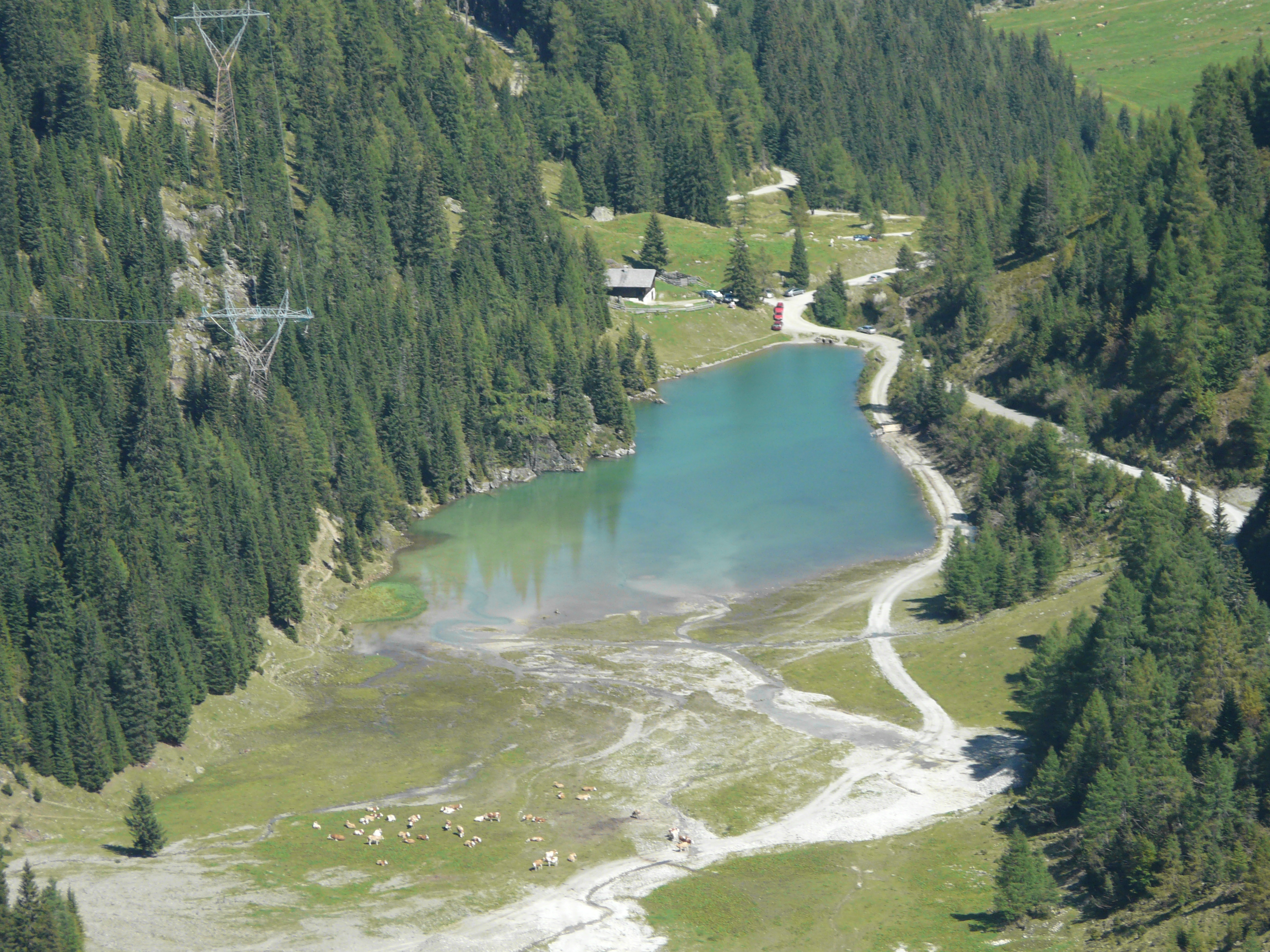
Der Klapfsee am Talende des Dorfertals
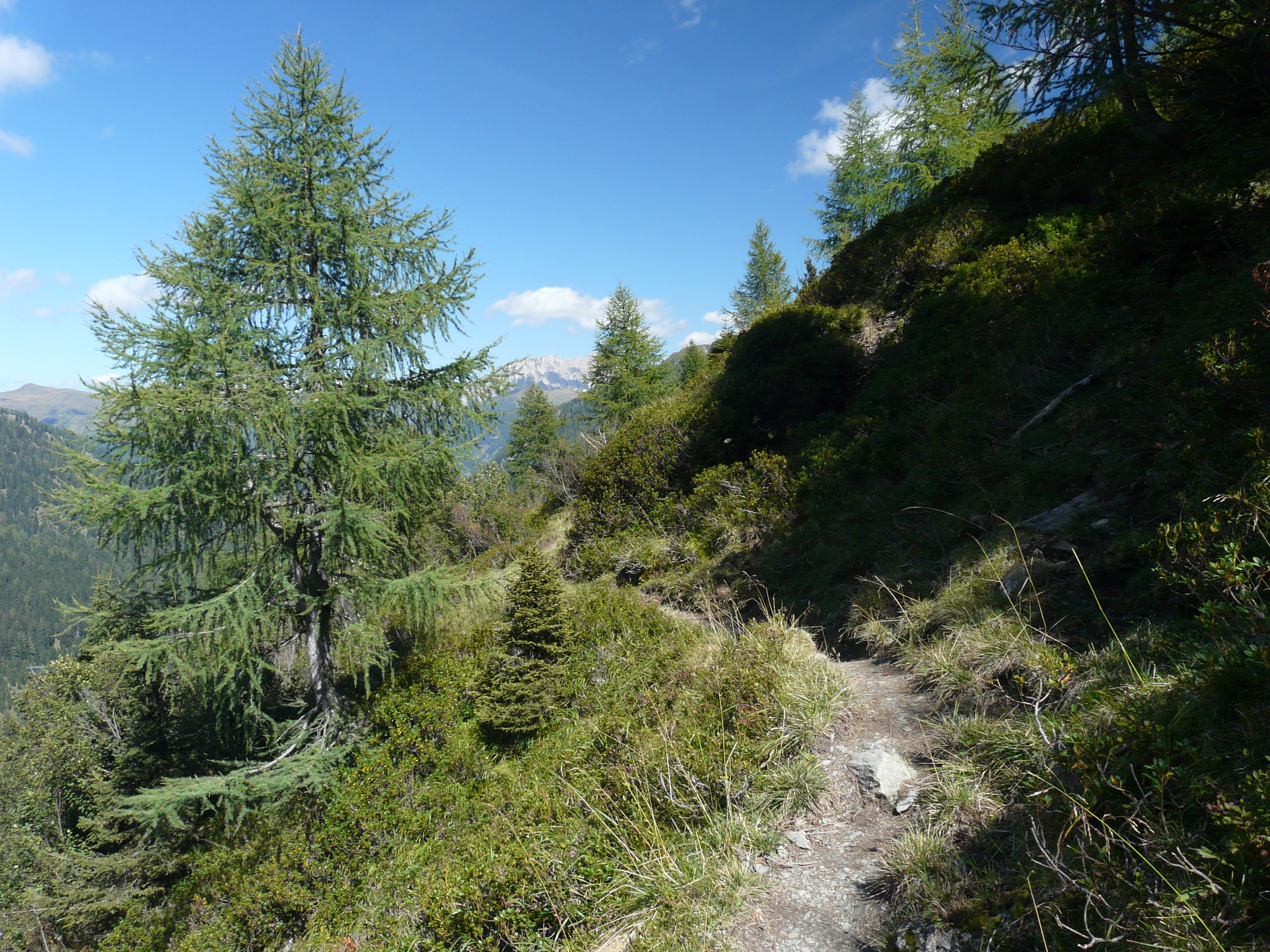
Der Karnische Höhenweg, nahe der Porzehütte
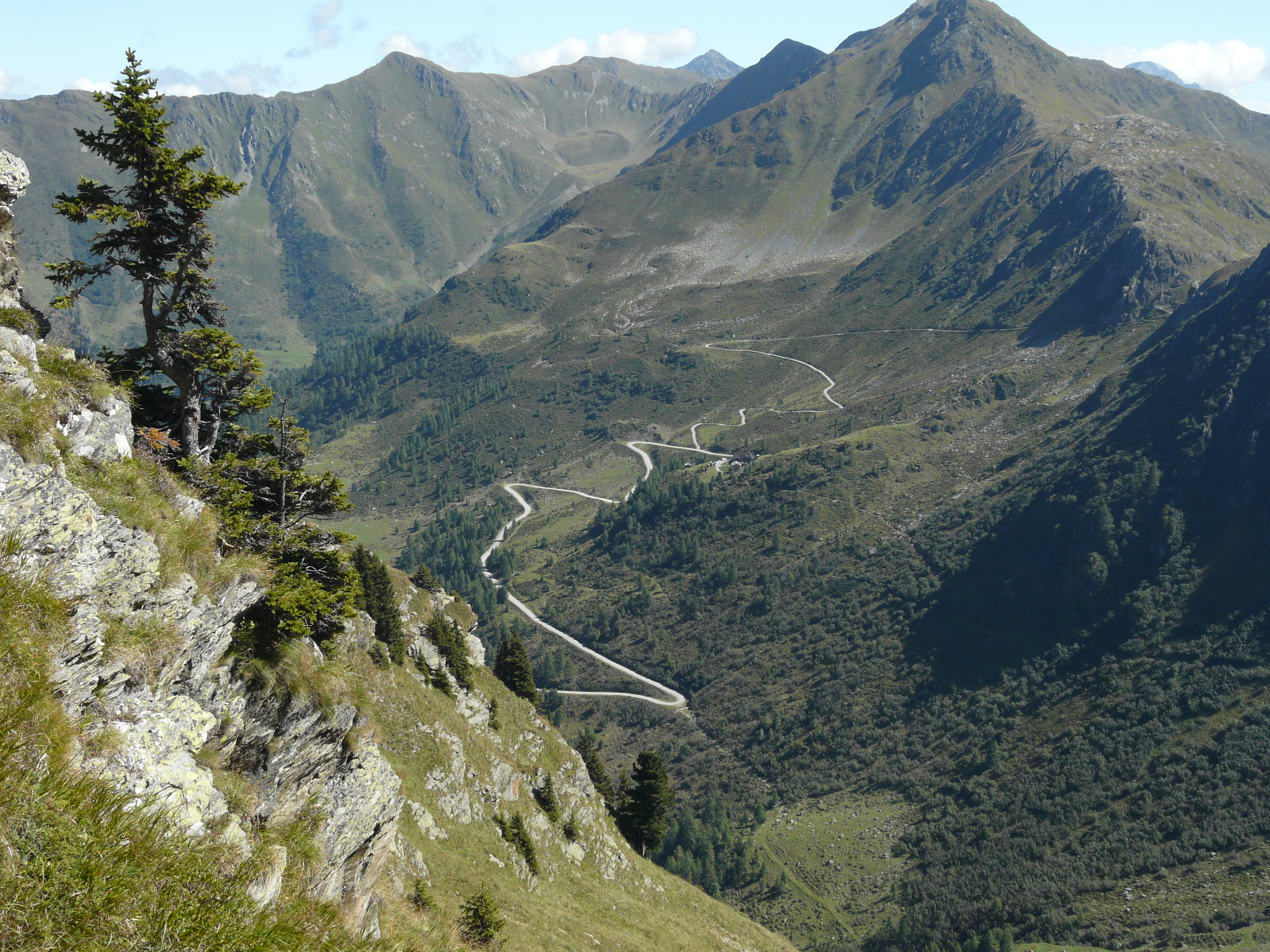
Der Versorgungsweg zur Porzehütte
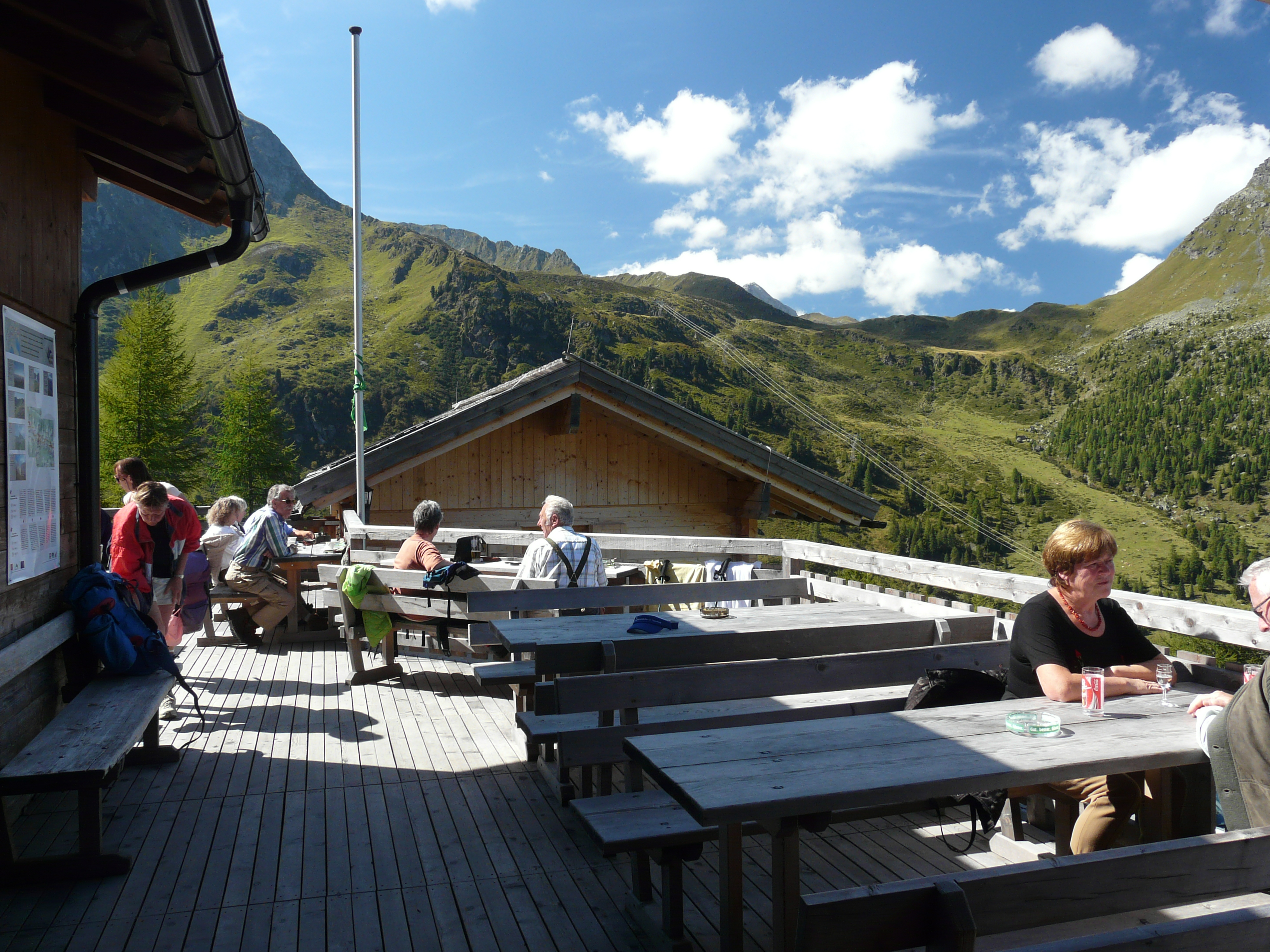
Auf der Terrassenplattform der Porzehütte